# 비지아
비지아(프랑스어: Biziat)는 프랑스 동부 오베르뉴론알프 앵주에 있는 코뮌이다.
비지아에 사는 사람을 가리켜 비지아티 (Biziatis / Biziaties)라고 부른다.

## 지리

### 위치
비지아는 동브 평원과 보카주 숲 사이에 위치해 있다. 보나 캉통 중심부의 동쪽에 위치해 있으며 마콩에서 남동쪽으로 17km, 부르캉브레스에서 서쪽으로 26km, 리옹에서 북쪽으로 64km, 파리에서 남쪽으로 413km 떨어진 곳에 위치해 있다.
비지아의 인구는 대체로 두 곳에 몰려 있다. 하나는 프티샤날 (Petit Chanal), 데글레타뉴 (Degletagnes), 레뮈 (Les Murs), 레파브르 (Les Favres) 등의 마을이 모여있는 지역이고, 다른 하나는 비지아 북서쪽에 위치한 레티상주 (Retissinge) 마을이다. 이밖에도 D2와 D96 도로를 따라 몇 가구가 살고 있다.

### 극점
- 북 : 공데 강 - 북위 46° 14′ 59″ 동경 4° 56′ 11″ / 북위 46.249779°  동경 4.936252°
- 동 : 레프레 - 북위 46° 13′ 06″ 동경 4° 58′ 06″ / 북위 46.218237°  동경 4.968469°
- 남 : 라브랑슈 - 북위 46° 11′ 54″ 동경 4° 56′ 21″ / 북위 46.198363°  동경 4.939057°
- 서 : 마올리에르 - 북위 46° 14′ 05″ 동경 4° 54′ 37″ / 북위 46.234630°  동경 4.910184°

### 지형

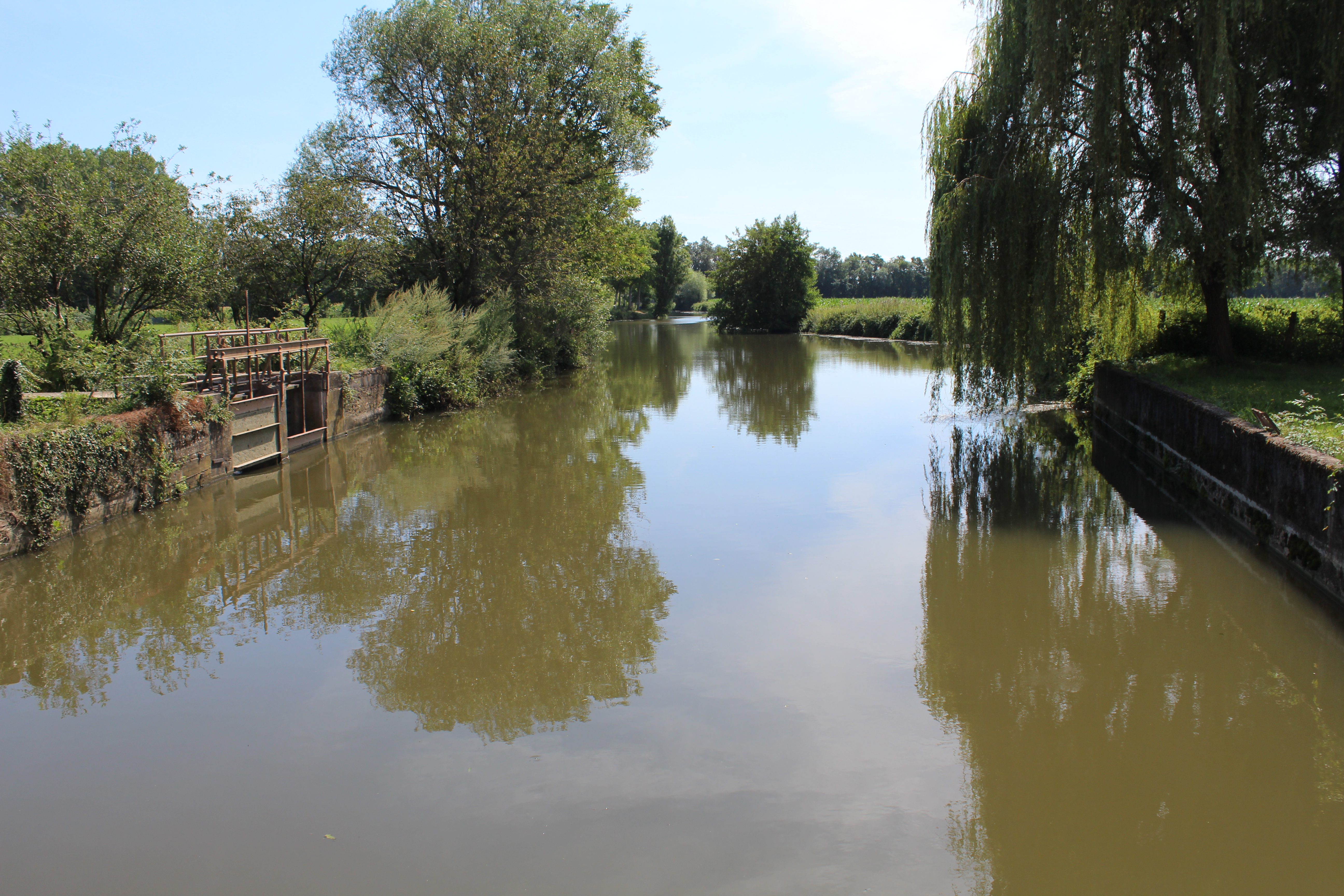
페루 제분소에 흐르고 있는 벨 강

벨 강이 북동쪽 방향으로 페루 제분소 (Moulin du Péroux)까지 흐르며 페렉스와 보나 코뮌의 경계를 이룬다. 두 제분소 사이에서는 벨 강으로부터 프티벨 하천이 분기하여 역시 북동쪽으로 흐르며, 레즈 코뮌의 경계를 이룬다.
이 두 강 외에도 작은 하천이 매우 많다. 우선 부르봉 강이 비지아 쪽으로 들어와 생쥘리앙쉬르벨 코뮌과의 남동쪽 경계를 구분지으며, 그 다음에는 코뮌 북부로 흐르며 프티벨 강에 합류한다. 메제린 강은 코뮌 남서쪽의 수원지에서 시작해 북쪽으로 흐르며 부르봉 강에 합류한다. 비외동 강은 비지아 서쪽 팽베니 부근을 지나간다. 마지막으로 공데 강은 작은 시내로 코뮌 북쪽으로 흐르다가 벨 강에 합류하게 된다.

## 교통

### 도로와 철도
- 지방도 D2호선 (Route départementale D2)이 남서쪽 끝부분을 제외하고 비지아와 생탕드레뒤리아 코뮌 사이의 경계를 구분짓는다. 이 도로는 퐁드벨과 샤티용쉬르샬라론 사이를 잇는다.
- 지방도 D96호선 (Route départementale D96)은 코뮌의 동서를 잇는다. 이 도로를 타고 동쪽으로 가면 생탕드레뒤리아로, 서쪽으로 가면 보나로 갈 수 있다.

비지아 내에는 철도역이 없지만 마콩-앙베리외 선이 코뮌 부근을 지나간다. 이 노선을 따라 TER 론알프 열차가 운행된다. TER 열차가 정차하는 가장 가까운 역은 보나 역이다.

### 항공

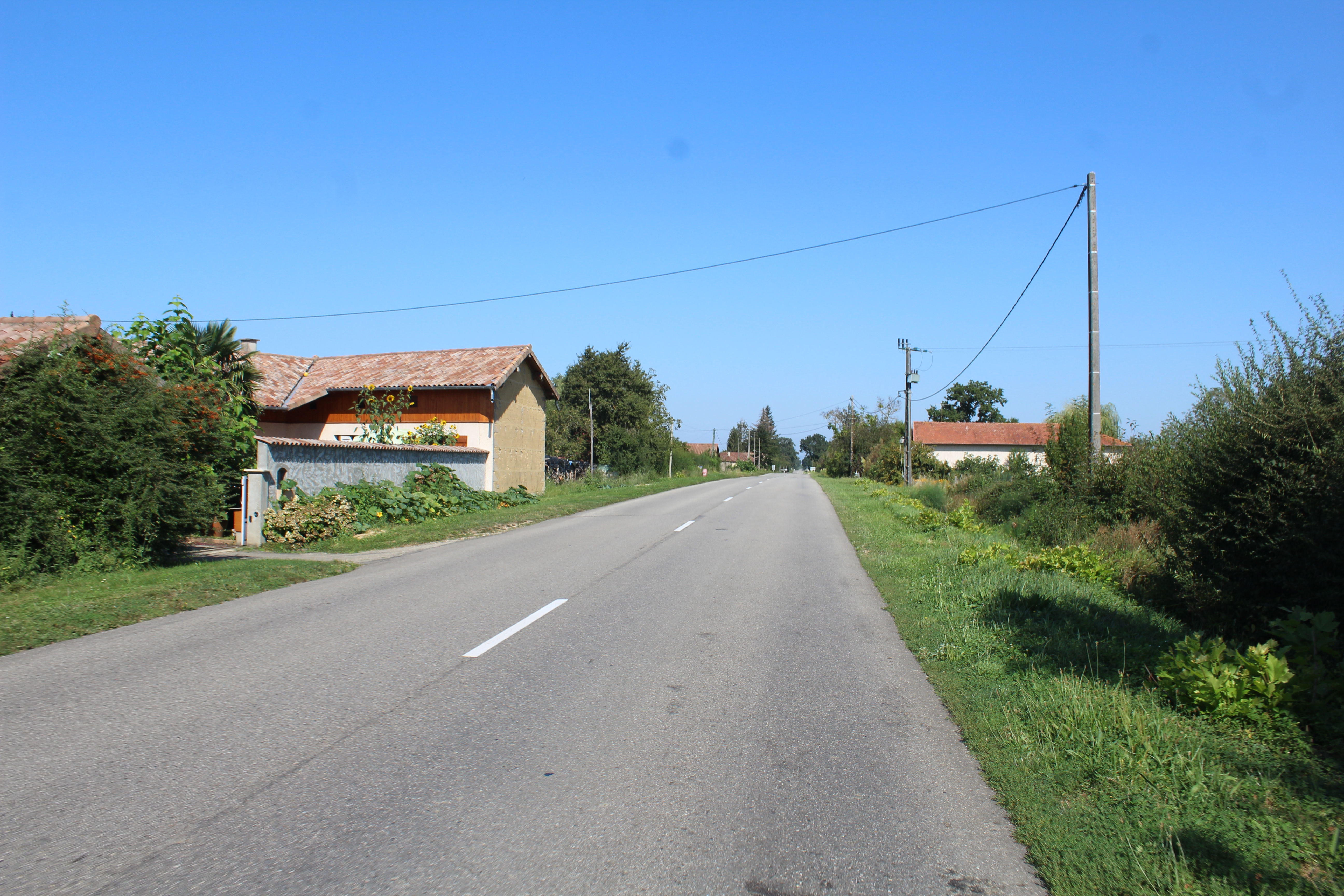
지방도 D2호선

- 마콩 남서쪽에 위치한 샤르네레마콩에 손에루아르 상공회의소가 운영하는 작은 공항이 있다.
- 비지아 주민들이 항공기를 이용하려면 이곳에서 72km 떨어진 리옹-생텍쥐페리 공항으로 가야 하며, 국제선은 150km 떨어진 제네바 국제공항까지 가야 한다.

## 유래

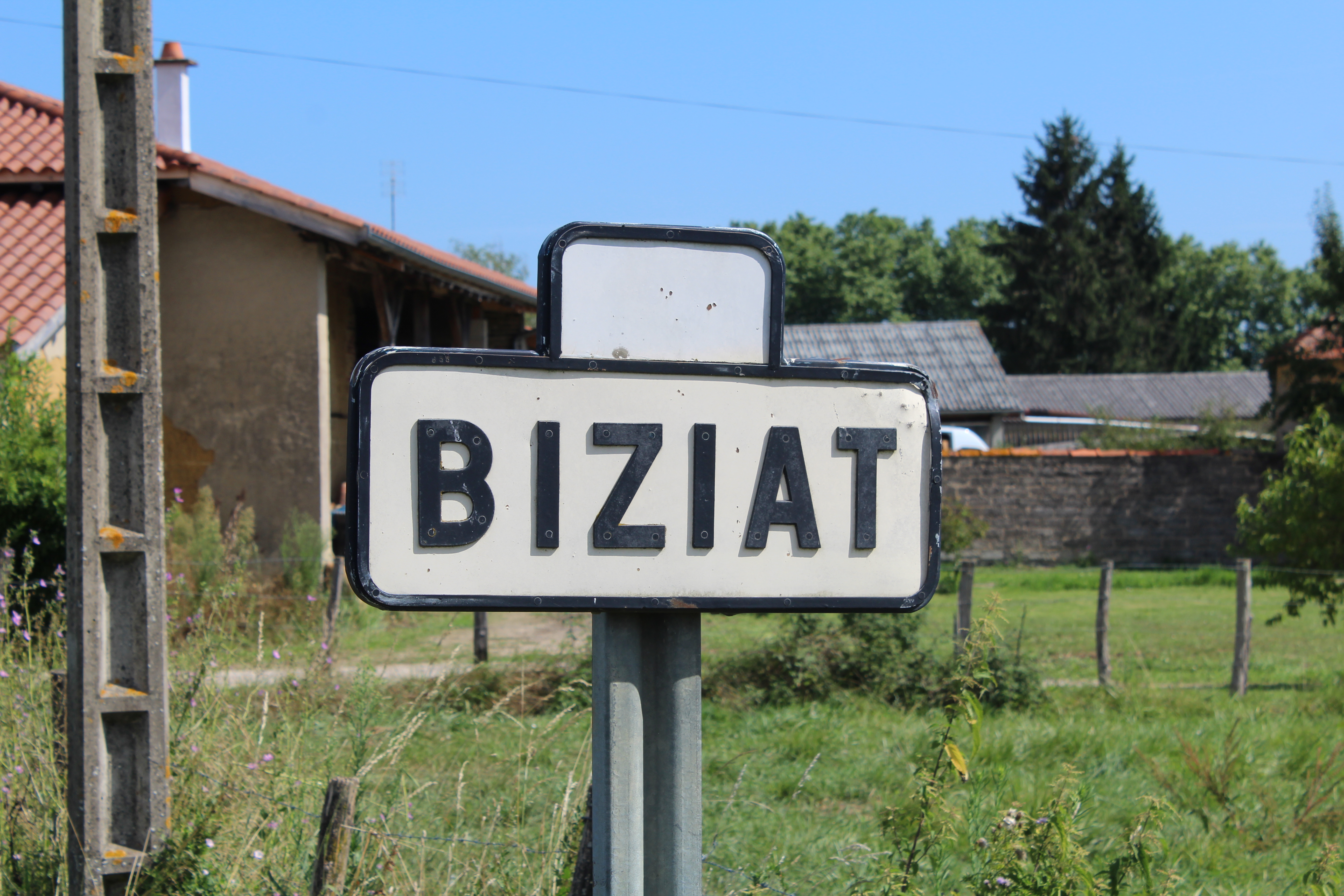
마을 입구의 표지판

### 이름
비지아는 원래 '비시아쿰' (Bisiacum)이란 이름으로 불렸다. 이 이름은 켈트어 단어인 '비시우스' (Bisius, 갈리아어 인명인 'bissu-' →손가락에서 따온 단어)와 지명에 흔히 붙이는 접미사 '-acum'이 만나 만들어진 지명이다.
비지아가 문헌상에 처음 등장한 것은 675년으로, 그당시 이름은 앞서 언급한 '비시아쿰'이었다. 몇 백년 후인 1250년경 리옹 교구의 토지대장에는 비시에이 (Bisiei)라는 지명으로 등장한다. 1285년에는 리옹의 생폴 제단화에서 '비시아' (Bysia)라는 이름으로 언급되며, 1325년 리옹 교구 토지대장에는 비지아쿠스 (Biziacus)로 이름이 바뀌어 있었다.
15세기가 끝날 무렵 작성된 밀랍세 증서에는 '비시' (Bisies)라고 언급하고 있으며 1670년에 이르러서야 비지아 (Bizia)로 불리기 시작했다. 1743년 문헌에서는 비지아 (Bisiat)라는 지명이 등장하며 1790년에 이르러 지금의 비지아 (Biziat)로 불리게 되었다.

### 역사
갈리아 시대부터 이 지역에 마을이 세워졌다는 기록이 있으며 675년에는 문헌상에 처음 등장한다. 842년 로테르 황제의 헌납령에 따르면 비지아는 브레스 지방의 마을로 규정되어 제일 오래되었다. 이렇게 마을 지위를 일찍 인정받게 된 것은 투르누스 성당이 자리했기 때문으로, 875년에는 베네딕토 수도원을 설립해 수도승들이 약 500여년간 영향력을 행사하였다.
1601년 프랑스-사보이 전쟁이 끝나고 리옹 조약을 체결하면서 브레스, 뷔제, 발로메, 젝스 일대를 프랑스에 귀속하기로 함에 따라 비지아 마을도 자연스레 프랑스 영토로 속하게 되었다. 이후에는 부르고뉴 지방 소속으로 재편되었다. 1790년부터 1795년까지는 샤티용레동브 캉통에 속하여 샤티용레동브 구를 이루었다.

## 인구
| 연도 | 인구 | ±%    |
| ---- | ---- | ----- |
| 2006 | 749  | —     |
| 2007 | 765  | +2.1% |
| 2008 | 774  | +1.2% |
| 2009 | 788  | +1.8% |
| 2010 | 797  | +1.1% |
| 2011 | 807  | +1.3% |
| 2012 | 817  | +1.2% |
| 2013 | 824  | +0.9% |
| 2014 | 818  | −0.7% |
| 2015 | 838  | +2.4% |
| 2016 | 857  | +2.3% |

## 명소
- 마을의 대표 명소인 생클레 교회와 무시에르 성문은 역사문화재로 등록되어 있다. 성문은 현재 브루 왕립수도원에 있다.
- 벨 강 부근에는 페루 제분소가 있다. 이곳은 보나와의 경계선이기도 하다.
- 코뮌 북부에는 제 제분소 (Moulin du Geai)가 있는데 이곳도 마찬가지로 프티벨 하천이 흐른다.
- 비지아 시청 뒤편에는 전쟁으로 희생된 비지아 마을 어린이들을 위한 추모비가 서 있다.
- 그밖에 마을 곳곳에 길가 십자가가 여러 개 서 있다.

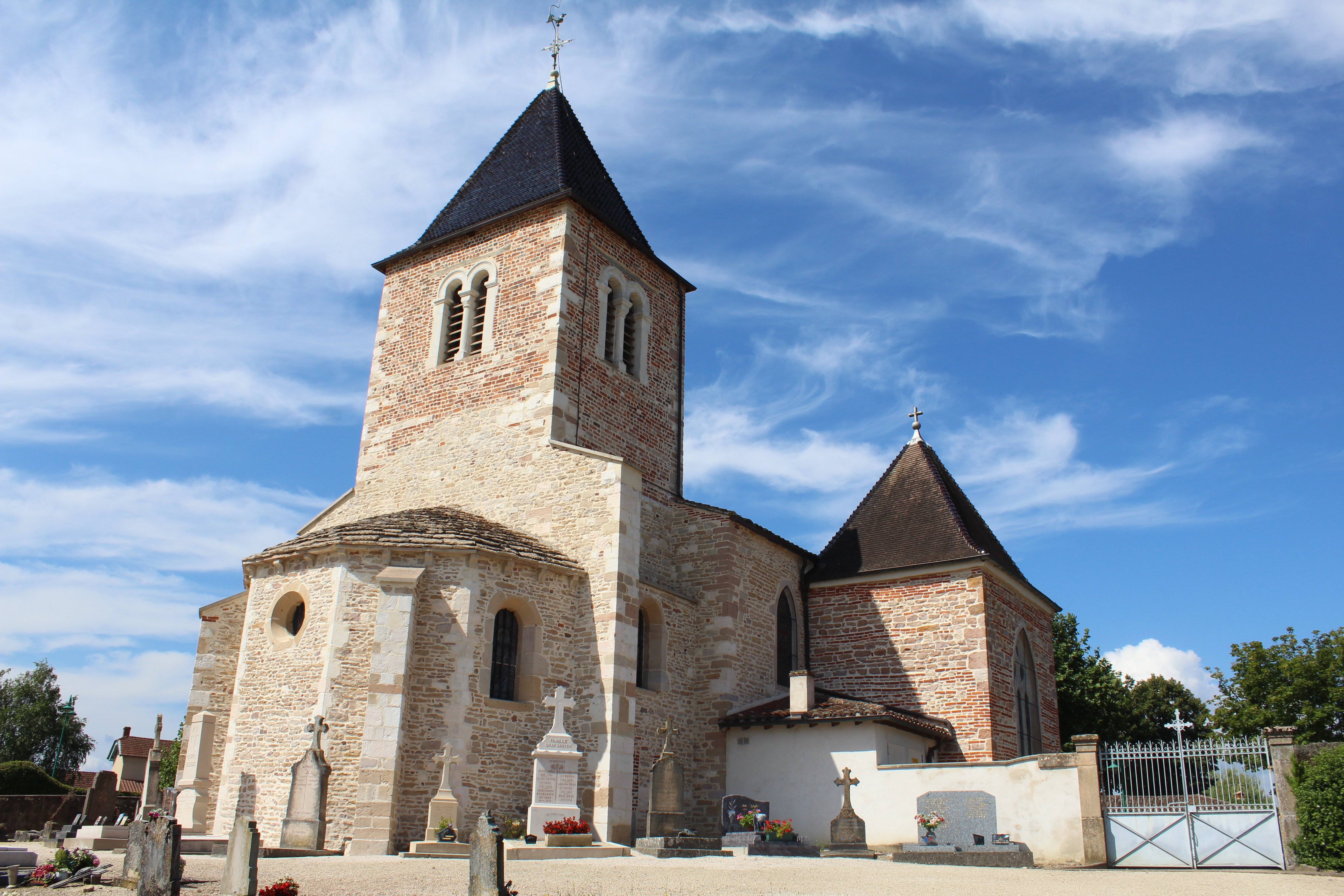
생클레 교회
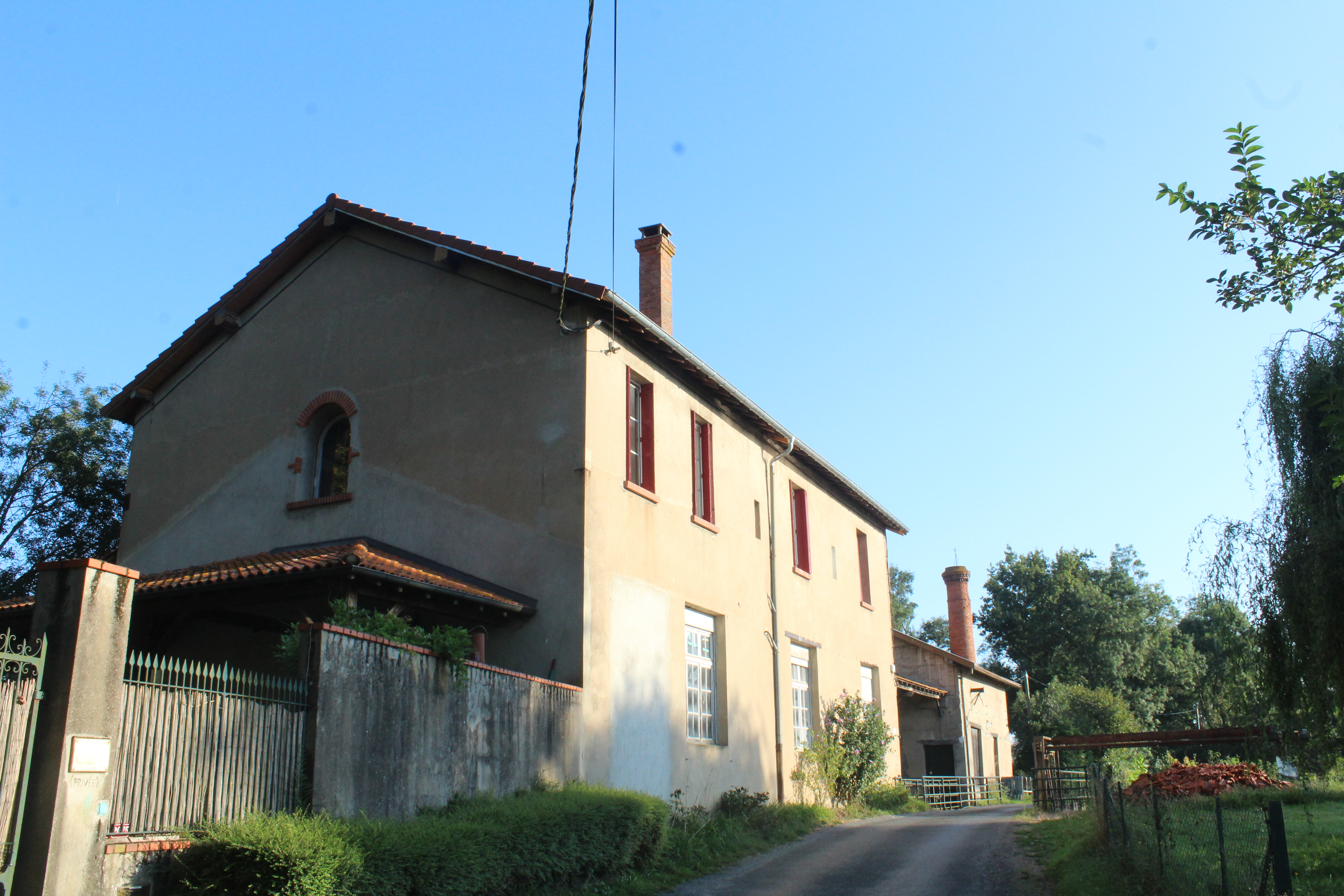
페루 제분소
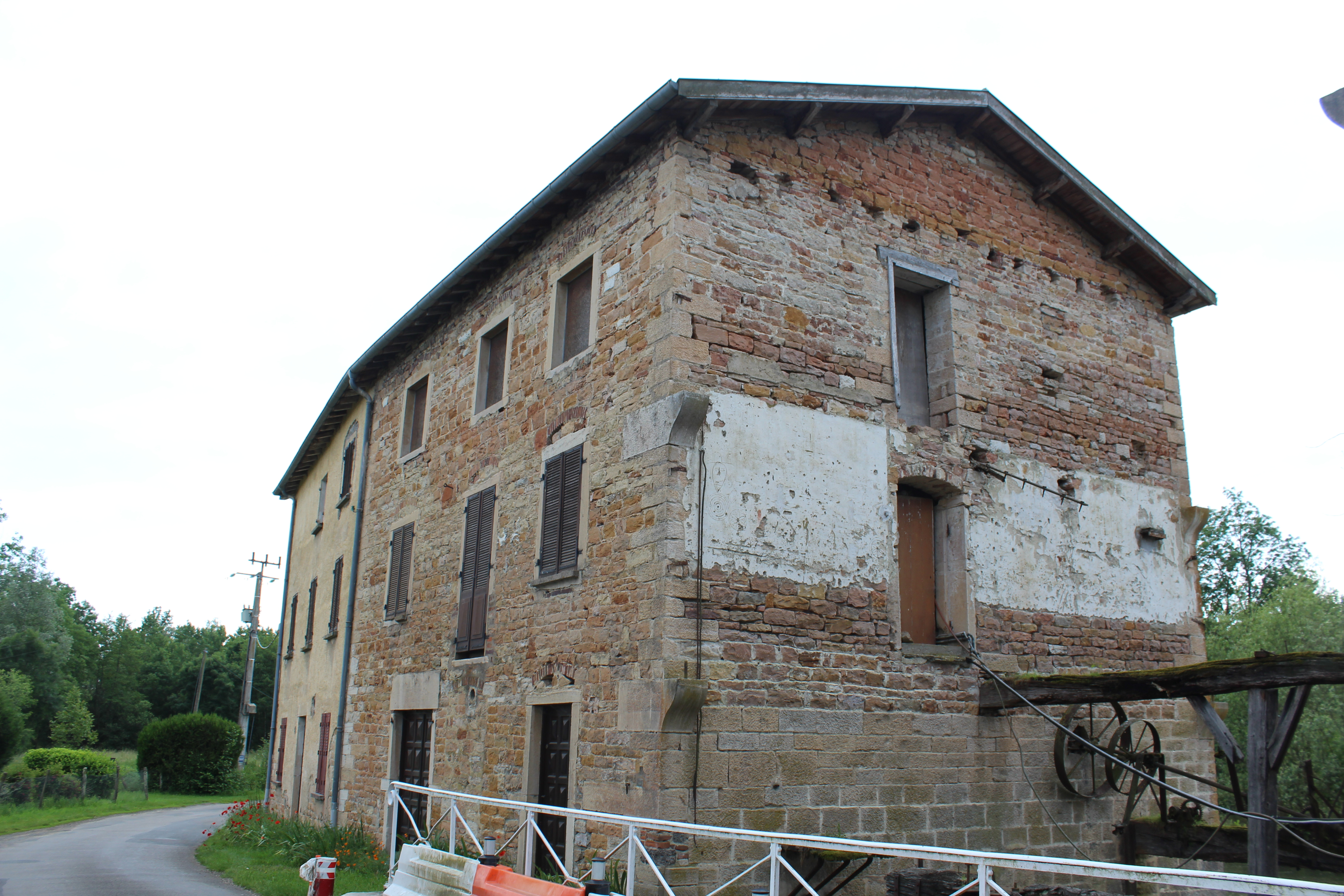
제 제분소
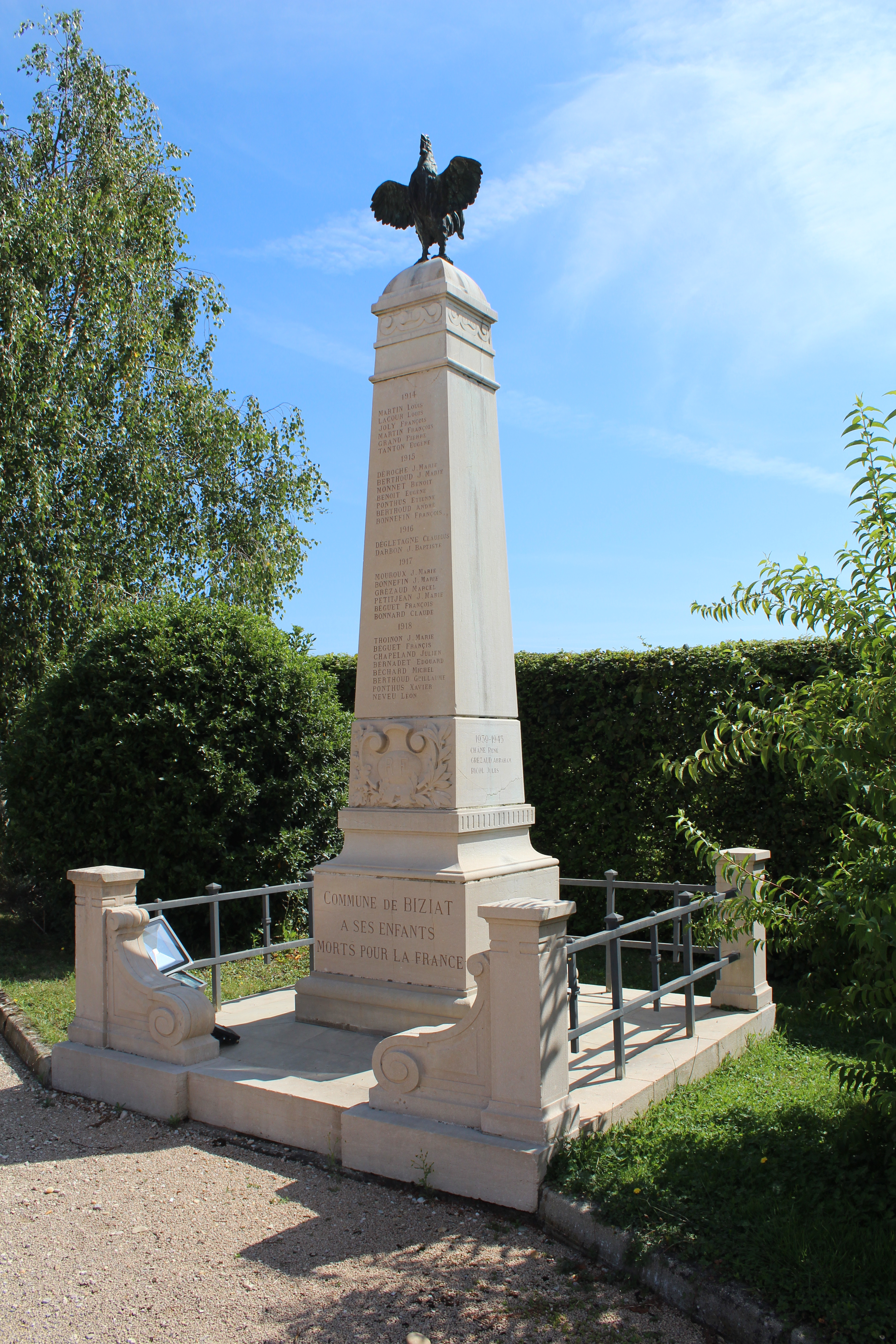
추모비
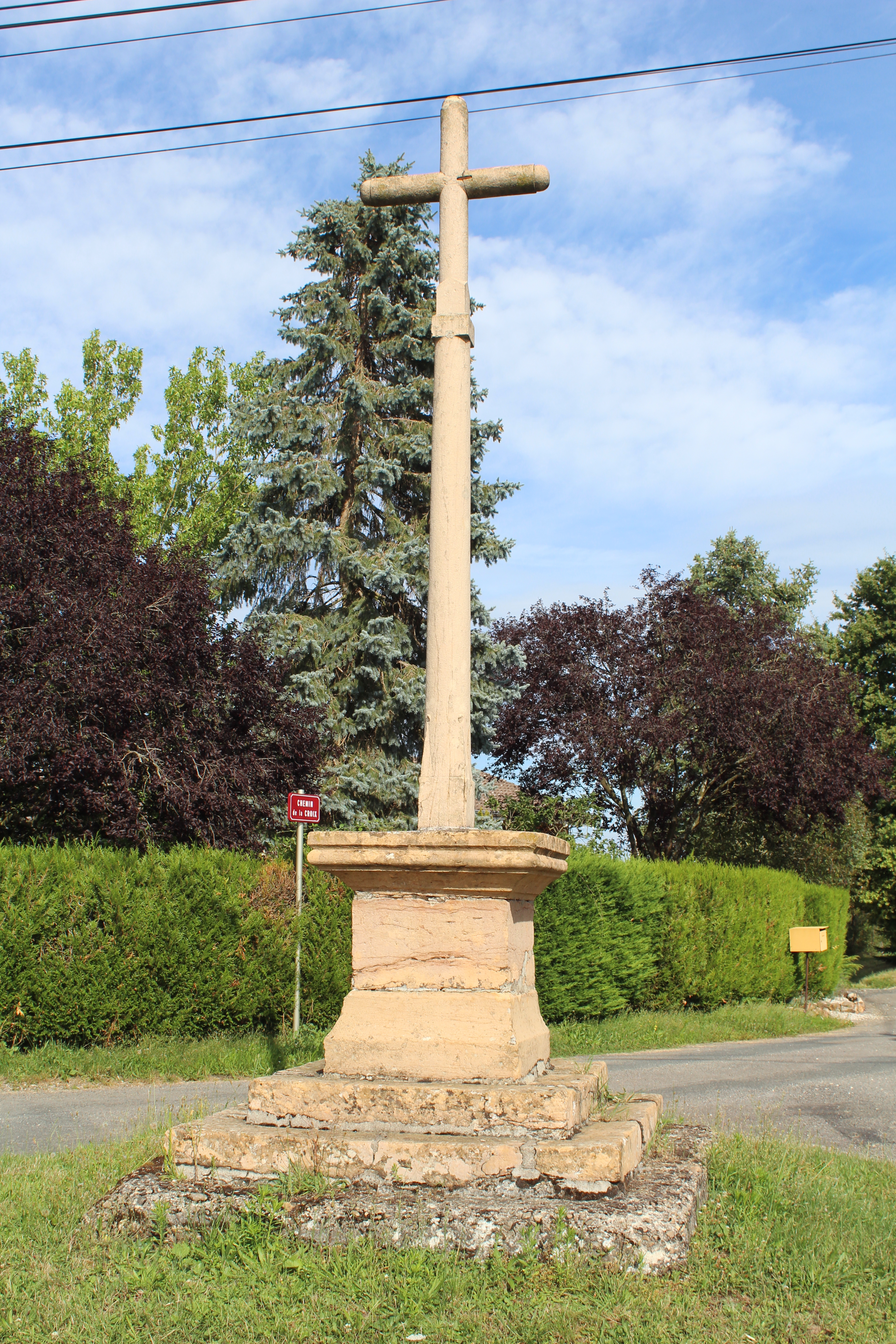
레티시뉴의 십자가
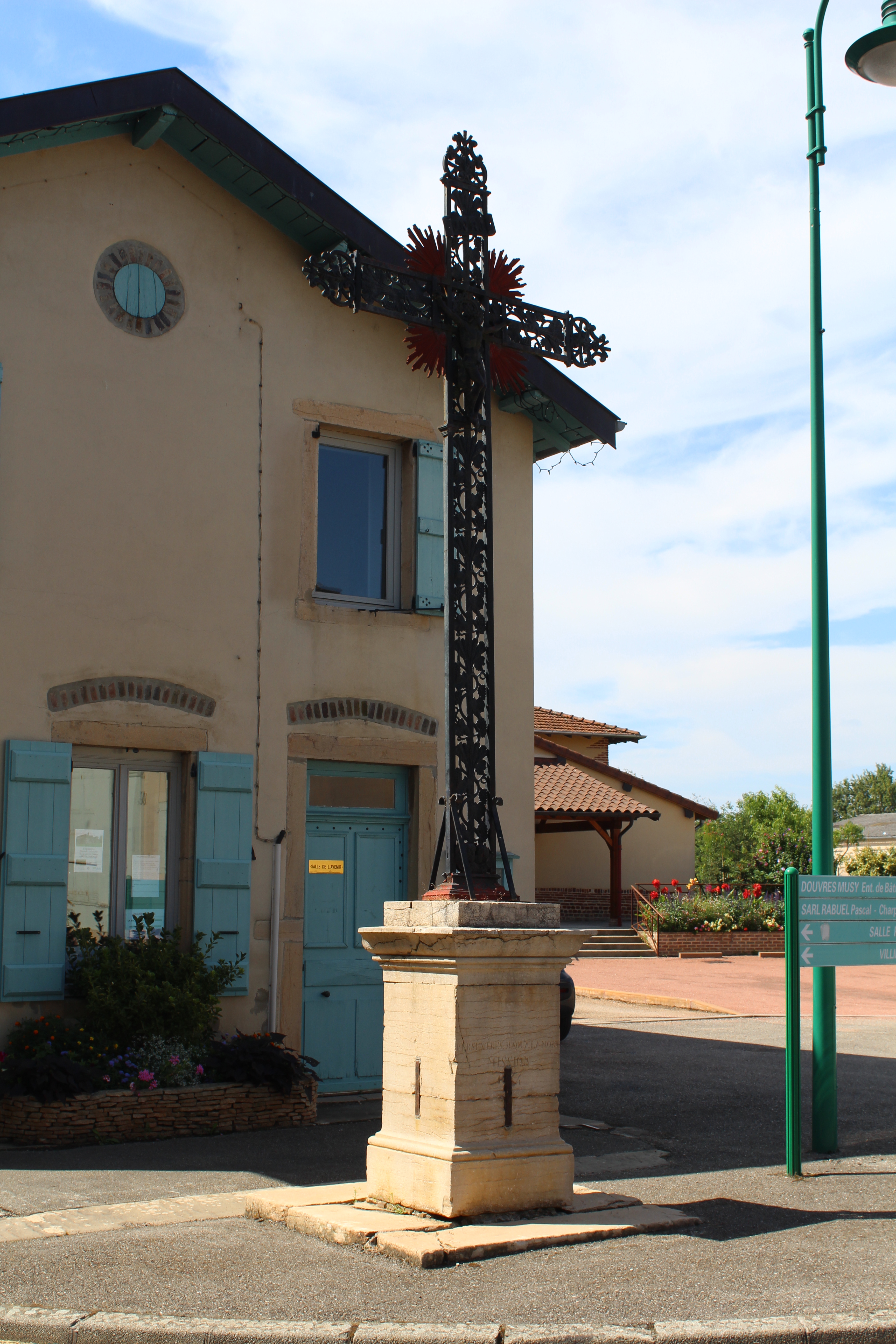
비빌리오테크의 십자가

## 같이 보기
- 앵주의 코뮌 목록